# Festuca stuckertii
Festuca stuckertii är en gräsart som beskrevs av St.-yves. Festuca stuckertii ingår i släktet svinglar, och familjen gräs. Inga underarter finns listade i Catalogue of Life.